# 金子英彦
金子 英彦（かねこ ひでひこ、5月5日 - ）は、日本の男性声優。宮城県仙台市出身。青二プロダクション所属。

## 来歴
青二塾東京校22期生。東北学院大学文学部史学科卒業。

## 人物
資格・免許は高等学校教諭一種免許（地理・歴史）、中学校教員一種免許（社会）、普通自動車免許。
趣味はサッカー観戦。特技はテニス、野球、ダーツ。方言は仙台弁。

## 出演
太字はメインキャラクター。

### テレビアニメ
2003年
- 宇宙のステルヴィア（生徒達）
- エアマスター（ギャラリー、男C）
- 爆転シュート ベイブレード Gレボリューション（支配人、スポンサーB、BEGAスタッフ）
- ポケットモンスター アドバンスジェネレーション（グラエナ）
- ONE PIECE（2003年 - 2008年、隊員、フランキー一家、記者、職員、職人、町民、海兵、役人、学者、ゾンビ）

2004年
- サムライガン（門番、板垣、百舌、暄太）

2005年
- ガイキング LEGEND OF DAIKU-MARYU（高校生）　
- Xenosaga THE ANIMATION（ジョンベル、スコットクン、オペくレーター、男性委員）
- BLACK CAT（手下）
- BLOOD+
- フルメタル・パニック! The Second Raid（レポーター）
- ボボボーボ・ボーボボ（コインナイト、純情でっぱ〈カッパ〉刑事、ニヒル、三千年、ドット絵ドラゴン、白狂）

2006年
- 涼宮ハルヒの憂鬱（キャプテン〈上ヶ原パイレーツ〉）
- リングにかけろ1 日米決戦編（ディノベーゼ）

2007年
- ゲゲゲの鬼太郎（第5作）（2007年 - 2008年、審査員、カッパ、天狗）
- 祝!(ハピ☆ラキ)ビックリマン（野球解説）
- モノノ怪
  - 「鵺」（亡者）
  - 「化猫」（駅員）

2008年
- CLANNAD -クラナド-（2008年 - 2009年、ことみの父、五十嵐） - 2シリーズ

2014年
- みんな集まれ!ファルコム学園（クルツ、ドラゴンスレイヤー）

### OVA
- I'll/CKBC（2002年、生徒C）
- 聖闘士星矢 冥王ハーデス編（2002年 - 2006年、モーゼス、冥闘士、冥闘士A） - 2作品[一覧 2]
- サクラ大戦 エコール・ド・巴里（2003年、巴里の人々）

### 劇場アニメ
- ONE PIECE THE MOVIE オマツリ男爵と秘密の島（2005年、部下）
- ONE PIECE THE MOVIE カラクリ城のメカ巨兵（2006年、村人）

### ゲーム
2005年
- 悪魔城ドラキュラ 蒼月の十字架（ドミトリー・ブリノフ）
- 高速機動隊 〜World Super Police〜（松平正則）
- シャイニング・フォース ネオ（ヴァンパイア）
- スペクトラルフォース クロニクル（ジャドウ）
- 旋光の輪舞（カレル・ヴェルフェル、アンセル・モードレッド）

2006年
- 英雄伝説 空の軌跡SC（クルツ・ナルダン）
- 縁日の達人（錦ミケ太）
- きみスタ〜きみとスタディ〜（鵜月葵）
- 桜坂一丁目一番地（松丘晃）
- SIMPLE2500シリーズ Portable!! Vol.2 THE テニス
- 無双シリーズ（2006年 - 2018年、宮本武蔵） - 10作品
- テイルズ オブ ザ ワールド レディアント マイソロジー（主人公〈男〉）

2007年
- アブソリュート ブレイジングインフィニティ（ジャドウ）
- 英雄伝説 空の軌跡 the 3rd（クルツ・ナルダン）

2008年
- drastic Killer
- ユグドラ・ユニオン（レオン、ロズウェル）

2009年
- テイルズ オブ ザ ワールド レディアント マイソロジー2
- まもるクンは呪われてしまった!（カレル・ヴェルフェル） - Xbox 360版

2010年
- 英雄伝説 零の軌跡（ヨアヒム・ギュンター）
- 仮面ライダー クライマックスヒーローズ（2010年 - 2011年、仮面ライダーライア） - 2作品

2012年
- 英雄伝説 零の軌跡 Evolution（ヨアヒム・ギュンター）
- 仮面ライダー 超クライマックスヒーローズ（仮面ライダーライア）

2014年
- 仮面ライダー サモンライド!

2015年
- 英雄伝説 空の軌跡 FC Evolution（クルツ）
- モンスター烈伝 オレカバトル（アザゼル）

2016年
- ペルソナ5

### ドラマCD
- イリヤの空、UFOの夏（花村）
- ウルトラヒーローVS怪獣軍団!（ウルトラマン）
- ウルトラヒーローVS怪獣軍団!2（ウルトラマン）
- 孤独のグルメ ドラマCD
- テイルズ オブ シンフォニア（テイラ）
- 緋色の邂逅（ケンジ）
- 書籍 美少女忍者 シャイニンガール! 豪華版ドラマCD（蒼矢）

### 特撮
- ウルトラマンボーイのウルころ（ウルトラマンの声、ナレーション）

### その他コンテンツ
- FC東京（スタジアムナビゲーター、'03 - ）
- New Space Order（フラッシュノベル -Link of Life- アラン・ベイツ役）
- NMB48アルバム付録（学力テスト解答読み上げ）

### シリーズ一覧
1. ↑  第1期（2008年）、第2期『〜AFTER STORY〜』（2008年 - 2009年）
2. ↑  『十二宮編』（2002年）、『冥界編』（2006年）
3. ↑  『戦国無双2』『戦国無双2 Empires』（2006年）、『戦国無双2 猛将伝』『無双OROCHI』（2007年）、『無双OROCHI 魔王再臨』（2008年）、『無双OROCHI Z』（2009年）、『無双OROCHI 2』（2011年）、『戦国無双4』[7]（2014年）、『戦国無双4 Empires』（2015年）、『無双OROCHI 3』[8]（2018年）
4. ↑  『オーズ』（2010年）、『フォーゼ』（2011年）